# بايرون هرت
بايرون هرت (بالإنجليزية: Byron Hurt)‏ هو منتج أفلام ومخرج أمريكي، ولد في 31 ديسمبر 1969.

## وصلات خارجية
- بايرون هرت على موقع IMDb (الإنجليزية)
- بايرون هرت على موقع أول موفي (الإنجليزية)
- بايرون هرت على موقع قاعدة بيانات الأفلام السويدية (السويدية)
- بايرون هرت على موقع قاعدة بيانات الفيلم (الإنجليزية)
- بايرون هرت على موقع كينوبويسك (الروسية)